# Kate Hawley
Kate Hawley je novozélandská scénografka a kostýmní návrhářka, která pracuje pro filmové i divadelní produkce. Pro film navrhovala kostýmy např. pro Purpurový vrch (2015) a Smrtelné stroje (2018). 

## Životopis
Vyrostla ve Wellingtonu na Novém Zélandu. V letech 1982–1988 navštěvovala střední soukromou dívčí školu Samuel Marsden Collegiate School. Po střední škole studovala grafický design na Wellington School of Design na Wellington Polytechnic a v roce 1992 dokončila diplom z vizuální komunikace. V roce 1996 navštěvovala kurz návrhářství divadla Motley Theatre v Londýně.
Hawley začala svou kariéru v divadelních a operních produkcích a později přešla k navrhování kostýmů pro film. V roce 1993 získala ocenění kostýmní výtvarník roku na Chapman Tripp Theatre Awards. Vyučovala na Toi Whakaari The New Zealand Drama School.
Pracovala například jako scénografka a kostýmní výtvarnice inscenace The Blonde, the Brunette and the Vengeful Redhead s Kerry Fox v hlavní roli, kterou v roce 2006 režíroval Colin McColl pro Auckland Theatre Company. Kostýmní výprava opery The Trial of the Cannibal Dog (skladatel Matthew Suttor, libretista John Downie, režisér Christian Penny, dirigent Peter Scholes, producent New Zealand Festival) a scénografie a kostýmy inscenace Jeníček a Mařenka, Královského novozélandského baletu v choreografii Loughlana Priora. V roce 2007 byla scénografkou inscenace Lucie z Lammermooru v Novozélandské opeře.
Ve filmu Hawley pracovala pro režiséra Petera Jacksona na filmu Pevné pouto (2009) a s Guillermerem Del Torem na filmech Hobit (2012), Pacific Rim (2013) a Purpurový vrch (2015). Navrhla kostýmy pro Na hraně zítřka (2014), Sebevražedný oddíl (2016) a Smrtelné stroje (2018) režiséra Christiana Riverse.
V roce 2016 byla za svou práci na filmu Purpurový vrch (2015) nominována na cenu Saturn Award za nejlepší kostýmy.